# Harun Tekin
Harun Tekin (Izmir, 17 juni 1989) is een Turks voetballer die als doelman speelt.

## Loopbaan
Tekin begon bij Güngören Belediyespor en speelde van 2010 tot seizoen 2017-2018 voor Bursaspor. In 2018 verkaste hij naar Fenerbahçe, waar hij een basisplaats wist te veroveren. Daar had hij in het seizoen 2014/15 een basisplaats. In 2021 tekende hij bij Kasımpaşa.
Tekin werd in maart 2015 voor het eerst geselecteerd voor het Turks voetbalelftal. Hij maakte als derde doelman deel uit van de Turkse selectie op het Europees kampioenschap 2016. Zijn debuut volgde op 27 maart 2017, toen hij in de oefeninterland tegen Moldavië (3-1) in de rust inviel voor Onur Kıvrak. Andere Turkse debutanten in die wedstrijd waren Güray Vural (Kayserispor), Deniz Türüç (Kayserispor) en Serdar Gürler (Gençlerbirliği).